# Oblivion (canción de Grimes)
«Oblivion» es una canción de la artista canadiense Grimes del álbum Visions. Fue lanzada el 31 de enero de 2012 y es uno de los éxitos de la cantante en el mundo occidental de lengua española.

## Video musical
El video musical fue codirigido por Grimes y Emily Kai Bock, con un presupuesto reducido. La figura principal es la de Grimes quien con los auriculares puestos, abrigo negro y su característico pelo rosa, se encuentra en una competencia deportiva con un público de hombres, en su mayoría. Se rodó en el Estadio Olímpico y en  el Molson Stadium de la Universidad McGill, ambos en Montreal, durante un partido de fútbol y rally del motocross. El video se estrenó el 2 de marzo de 2012 y muestra a Grimes entre chicos de una fraternidad sin camisa, así también se la ve rodeada por atletas de levantamiento de pesas en un vestuario de hombres.  Además, una parte del video tuvo lugar en un pequeño supermercado. 
Sobre el video, Grimes comentó: «El arte me da una salida donde puedo ser agresiva en un mundo en el que, por lo general, no puedo serlo; y, en parte, estaba afirmando este abstracto poder femenino en esas áreas dominadas por hombres -el vídeo en cierta forma objetiva a los hombres, aunque no de una manera irrespetuosa.».
En entrevista con Spin en 2012, Grimes reveló que la canción trata de «adentrarse en este mundo masculino que está asociado con la agresión sexual, pero presentado como algo realmente acogedor y agradable. La canción se refiere a que fui violada y pasé por un periodo muy difícil para volver a involucrarme en cualquier tipo de la relación con hombres, porque por un tiempo me aterrorizaron mucho.»).